# Ennio Morricone

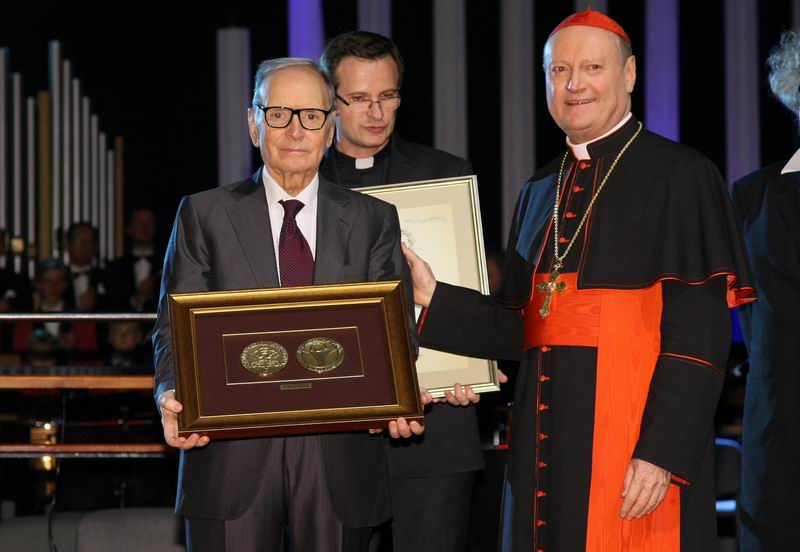
Ennio Morricone odbiera medal Per Artem Ad Deum z rąk kardynała Gianfranco Ravasiego

Ennio Morricone (wym. [ˈɛn.njo mor.ri.ˈkoː.ne], ur. 10 listopada 1928 w Rzymie, zm. 6 lipca 2020 tamże) – włoski kompozytor i dyrygent. Był autorem muzyki do ponad 500 filmów. Ponad 40 z napisanych przez niego ścieżek dźwiękowych zdobyło najważniejsze nagrody w kategoriach związanych z muzyką filmową. W roku 2007 Amerykańska Akademia Filmowa przyznała mu honorowego Oscara za całokształt twórczości. W 2016 roku otrzymał Oscara za muzykę do filmu Nienawistna ósemka (2015). Komponował od 1946 roku. Do 2016 roku sprzedano ponad 70 milionów płyt z jego muzyką.

## Życiorys
Pierwszym nauczycielem muzyki włoskiego kompozytora był jego ojciec, który nauczył go czytać nuty i grać na kilku instrumentach. Ennio Morricone był bardzo uzdolniony muzycznie. Zaczął komponować mając 6 lat. Dwa lata później, kiedy uczęszczał do Szkoły Podstawowej św. Jana w Rzymie poznał swego przyszłego partnera artystycznego – Sergio Leone. W wieku 12 lat wstąpił do Narodowego Konserwatorium im. Świętej Cecylii, gdzie pobierał lekcje gry na trąbce u Umberto Semproniego. W 1940 roku rozpoczął czteroletni kurs harmonii, który zakończył prawdopodobnie już po 6 miesiącach.
W pewnym momencie jeden z jego nauczycieli harmonii zasugerował mu, by zaczął studiować kompozycję. Niedługo potem Morricone to uczynił. Jego nauczycielem był Goffredo Petrassi. Zanim Ennio Morricone ukończył konserwatorium (w klasie trąbki, orkiestracji i kompozycji) miał już na swoim koncie kilka ścieżek dźwiękowych do słuchowisk radiowych. Był też czynnym trębaczem – grał w orkiestrze specjalizującej się w muzyce pisanej do filmów.
W 1946 Ennio Morricone otrzymał dyplom ukończenia studiów w klasie trąbki i w tym samym roku skomponował Il Mattino. W 1952 otrzymał dyplom ukończenia studiów w klasie instrumentacji, a w 1954 – w klasie kompozycji.
Zasiadał w jury konkursu głównego na 37. MFF w Cannes (1984) oraz na 49. MFF w Wenecji (1992).
30 sierpnia 2009 Ennio Morricone wystąpił w Polsce na Festiwalu Solidarności w Stoczni Gdańskiej. 29 września 2012 w hali „Targów Kielce” odebrał z rąk arcybiskupa Gianfranco Ravasiego Medal Per Artem ad Deum (Przez sztukę do Boga), przyznawany przez Papieską Radę ds. Kultury. Ceremonię uświetniło wykonanie przez Orkiestrę Symfoniczną Filharmonii Świętokrzyskiej i Chór Filharmonii Krakowskiej nowej wersji utworu Tra Cielo e Terra, dedykowanego Janowi Pawłowi II.

## Twórczość

### Początki kariery. Aranżacja piosenek
Ennio Morricone rozpoczął swą działalność komponując pieśni. W 1946 roku skomponował Il Mattino (pol. Poranek) na głos i fortepian do tekstu Fukuko. W kolejnych latach powstają takie utwory jak np. Imitazione, oparty na tekście włoskiego poety Giacomo Leopardiego, Intimit oparty na tekście Olinto Diniego, Distacco I i Distacco II do słów Gnoli, Oboe sommerso na baryton i pięć instrumentów do słów Salvatore Quasimodo i Verr la morte na kontralt i fortepian, na podstawie tekstu Cesarego Pavesego.
Po ukończeniu studiów w 1954 roku Ennio Morricone podjął się pracy jako ghostwriter. Pisał i aranżował muzykę markowaną później nazwiskami znanych wtedy kompozytorów muzyki filmowej, jak na przykład Armando Trovajoli czy Carlo Savina. Czasem posługiwał się pseudonimem Dan Savio lub Leo Nichols.
W 1956 roku by utrzymać rodzinę rozpoczął pracę jako trębacz (grał w zespole jazzowym), a także jako aranżer popowych piosenek dla radia RAI. W 1958 roku został zatrudniony przez RAI, ale porzucił pracę już pierwszego dnia, gdy dowiedział się, że radio nie odtwarza na antenie utworów swoich pracowników. Następnie Morricone został zatrudniony jako aranżer piosenek w studio RCA, gdzie pracował m.in. z takimi artystkami i artystami jak Rita Pavone, Renato Rascel i Mario Lanza. Warto wspomnieć, że w przeciągu swojej kariery Ennio Morricone komponował piosenki dla takich artystów jak: Gianni Morandi (Go Kart Twist), Alberto Lionello (La donna che vale), Edoardo Vianello (Ornella; Cicciona cha-cha; Faccio finta di dormire; T’ho conosciuta), Nora Orlandi (Arianna), Jimmy Fontana (Twist no. 9; Nicole), Rita Pavone (Pel di carota), Catherine Spaak (Penso a te; Questi vent’anni miei), Luigi Tenco (Quello che conta; Tra tanta gente), Gino Paoli (Nel corso), Renato Rascel (Scirocco), Paul Anka (Ogni Volta), Amii Stewart, Rosy Armen (L’Amore Gira), Milva (Ridevi; Metti Una Sera A Cena), Françoise Hardy (Je changerais d’avis), Mireille Mathieu (Mon ami de toujours; Pas vu, pas pris; J’oublie la pluie et le soleil) i Demis Roussos (I Like The World).
W 1963 roku przy współpracy z Robiem Ferrante napisał muzykę do piosenki Ogni Volta, wykonanej po raz pierwszy przez Paula Ankę na Festiwalu Piosenki Włoskiej w San Remo w 1964 roku. Piosenka ta została sprzedana w około 3 milionach kopii, w tym ponad milion kopii sprzedano w samych Włoszech. Kolejnym sukcesem na gruncie muzyki rozrywkowej była piosenka Se telefonando, wykonywana przez Minę. Piosenka została nagrana dla Studia Uno 66, a album na którym się znalazła była piątym najlepiej sprzedającym się albumem w 1966 roku. Aranżacja muzyczna Morricone to połączenie linii melodycznej trąbki, perkusji Hala Blaine’a, zespołu smyczkowego, sześćdziesięcioosobowego chóru żeńskiego i mocno brzmiących puzonów. W ciągu następnych dziesięcioleci piosenka była wykonywana przez takich artystów jak: Françoise Hardy i Iva Zanicchi (1966), Delta V (2005), Vanessa and the O’s (2007) i Neil Hannon (2008).
Ennio Morricone współpracował też przy pisaniu i aranżowaniu piosenek z innymi artystami z wielu gatunków muzycznych. Z Ennio Morricone współpracowali następujący artyści: Andrea Bocelli, André Rieu, Paul Anka, Atmosphere, Babe Ruth, Luis Bacalov, Marco Beltrami, Chris Botti, Bounty Killer, Busta Rhymes, Cameo, Michel Colombier, Compton’s Most Wanted, Coldcut, Coolio, Dalida, Dave Koz, Carl Davis, Céline Dion, Thievery Corporation, Alexandre Desplat, DJ Babu, Anne Dudley, Dulce Pontes, Eminem, EPMD, Erasure, Escala, Fantômas, Renée Fleming, Flying Lotus, The Future Sound of London, Goldfrapp, Gorillaz, Josh Groban, G-Unit, GZA, Immortal Technique, Jay-Z, Jovanotti, Herbie Hancock, Hank Marvin, Harry Gregson-Williams, Il Volo, Joey Badass, Katherine Jenkins, LL Cool J, Mack 10, Massive Attack, MC Hammer, Michael Jackson, Mike Patton, Mireille Mathieu, Milva, Mina, Gianni Morandi, Georges Moustaki, The Mars Volta, Metallica, Method Man, Muse, Nanowar of Steel, Norman Cook, Necro, The Orb, Quincy Jones, Pierre Henry, Patty Pravo, The Pogues, The Prodigy, The Ramones, Revolting Cocks, Rita Pavone, Sadat X, Gustavo Santaolalla, Sarah Brightman, The Shadows, Shinehead, Slash, Slick Rick, Snoop Dogg, Bruce Springsteen, Suga Free, Amon Tobin, The Ventures, The Wanted, Wu-Tang Clan, Hans Zimmer, John Zorn.

### Współpraca z Gruppo di Improvvisazione di Nuova Consonanza

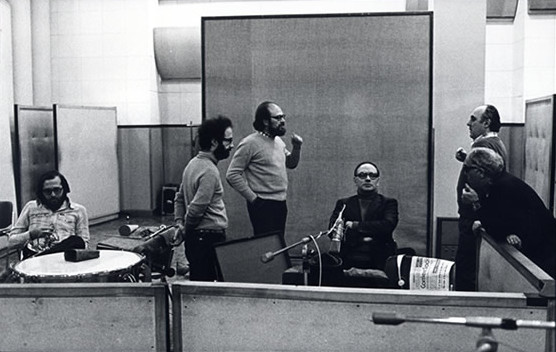
Gruppo di Improvvisazione di Nuova Consonanza. Morricone siedzi po prawej.

W 1964 roku Ennio Morricone został członkiem Gruppo di Improvvisazione di Nuova Consonanza (G.I.N.C.). Była to grupa kompozytorów, którzy wykonywali i nagrywali awangardowe utwory z dużym udziałem czynnika improwizacji. Grupa ta funkcjonowała jako swojego rodzaju laboratorium, zajmujące się odkrywaniem tzw. nowego brzmienia. Jako Il Grupo wydali, dla Deutsche Grammophon, RCA i Cramps labels, 7 albumów: Gruppo di Improvvisazione Nuova Consonanza (1966), The Private Sea of Dreams (1967), Improvisationen (1968), The Feed-back (1970), Improvvisazioni a Formazioni Variate (1973), Nuova Consonanza (1975) i Musica su Schemi (1976). Najbardziej znanym albumem jest The Feed-back, który łączy free jazz, awangardową muzykę klasyczną i funk. Utwory tej grupy uważane są za jedne z pierwszych eksperymentalnych kompozycji zbiorowych. Ich wpływ można usłyszeć w brzmieniu takich zespołów jak: Evan Parker Electro-Acoustic Ensemble, Voice Crack czy w twórczości Johna Zorna. Zespół pracował również przy ścieżkach dźwiękowych Ennio Morricone z lat 60 i 70. – dodali oni szumy do muzyki z filmów: Quiet Place in the Country (pol. Spokojne miejsce na wsi, 1969) i Cold Eyes of Fear (1971).

## Życie prywatne
Ennio Morricone był najstarszym synem Libery Ridolfi (1905-1994) i Mario Morricone (1903-1974). Rodzice pochodzili z Arpino w prowincji Frosinone. Jego ojciec był trębaczem, a matka zajmowała się domem (potem założyła małą firmę tekstylną). Miał czworo rodzeństwa – Adrianę, Aldo, Marię i Franco.
13 października 1956 roku ożenił się z Marią Travia, którą poznał w 1950 roku. Małżeństwo miało trzech synów i córkę: Marco (ur. 1957), Alessandrę (ur. 1961), Andrew (ur. 1964), Giovanniego (ur. 1966).
Na początku lipca 2020 roku Morricone trafił do rzymskiego szpitala Campus Bio-Medico po tym, jak upadł i złamał kość udową. Kompozytor zmarł kilka dni później, rankiem 6 lipca 2020 roku mając 91 lat. Został pochowany na Cmentarzu Laurentyńskim w Rzymie.

## Odznaczenia
- Medal Zasługi Republiki Macedonii (2009)[20]

## Nagrody
- Nagroda Akademii Filmowej
  - Oscar za całokształt twórczości: 2007
  - Najlepsza muzyka: 2016 Nienawistna ósemka
- Złoty Glob
  - Najlepsza muzyka: 1987 Misja
  - 2000 1900: Człowiek legenda
- Nagroda BAFTA
  - Najlepsza muzyka: 1985 Dawno temu w Ameryce
  - 1987 Misja
  - 1988 Nietykalni
  - 1991 Cinema Paradiso
  - Anthony Asquith Award: 1980 Niebiańskie dni